# Dingsleben
Dingsleben är en kommun och ort i Landkreis Hildburghausen i förbundslandet Thüringen i Tyskland.
Kommunen ingår i förvaltningsgemenskapen Feldstein tillsammans med kommunerna Ahlstädt, Beinerstadt, Bischofrod, Ehrenberg, Eichenberg, Grimmelshausen, Grub, Henfstädt, Kloster Veßra, Lengfeld, Marisfeld, Oberstadt, Reurieth, Schmeheim, St. Bernhard och Themar.